# Leges (nakladatelství)
Nakladatelství Leges je české nakladatelství zaměřující se především na právnickou literaturu. Do obecného povědomí se dostala i mediálně známým případem podání žaloby na neznámé pachatele, kteří naskenovali obsahy celých knih a výsledek nasdíleli na server Uložto.cz